# Cophinopoda oldroydi
Cophinopoda oldroydi är en tvåvingeart som beskrevs av Tsacas och Artigas 1994. Cophinopoda oldroydi ingår i släktet Cophinopoda och familjen rovflugor. Inga underarter finns listade i Catalogue of Life.